# اس‌ام‌اس تیدو
اس‌ام‌اس تیدو (به انگلیسی: SMS Teodo) یک زیردریایی بود که طول آن ۴۴۹ فوت ۸ اینچ (۱۳۷٫۰۶ متر) بود. این زیردریایی در سال ۱۹۱۵ ساخته شد.